# 飓风阿道夫
飓风阿道夫（英語：Hurricane Adolph）是有纪录以来首场在5月达到萨菲尔-辛普森飓风等级下四级飓风标准的东太平洋热带气旋，也是2001年太平洋飓风季的第1个热带低气压、第1场获得命名的风暴、第1场飓风以及首场大型飓风。虽然风暴没有造成人员伤亡和财产损失，但其名称之后还是因与阿道夫·希特勒的名字相近而除名，今后不会再在东太平洋风暴命名时采用。
系统于5月25日成为热带低气压，3天后达到飓风标准。经过快速增强，阿道夫达到持续风速每小时230公里的最高强度，和同年的飓风朱丽叶并列成为本季最强烈的飓风。行经水温较低海域后，气旋于6月1日消散，只对陆地构成很短暂的威胁。

## 气象历史
5月7日，一股东风波离开非洲海岸，在穿越大西洋期间没有呈现出显著发展迹象。5月18日，哥斯达黎加和巴拿马上空开始有低气压中心围绕东风波组织起来。5月22日，低气压进入太平洋，气象机构从两天后开始用德沃夏克分析法估算系统强度。低气压结构起初杂乱无章，但中心附近很快有对流聚集，于5月25日在墨西哥阿卡普尔科西南偏南方向约400公里海域发展成第一号热带低气压。
受高空弱转向气流影响，热带低气压以非常缓慢的速度向东北偏东方向移动。多个计算机模型在预测低气压动向时产生截然不同的结果，其中1个认为气旋最终将登陆墨西哥。由于外界环境有利，低气压发展出大规模深层对流组成的中心密集云区。系统稳步增强，于5月26日在阿尔普尔科西南偏南方向约362公里洋面强化成热带风暴并获名“阿道夫”（Adolph）。风暴所处海域风切变少，海面温度高，美国国家飓风中心为此预计气旋会在两天内升级成飓风。5月27日，由于东侧和东南方向有高压脊形成，风暴转向北上，朝墨西哥逼近。卫星图像上开始出现小型飓风中常见的长条型眼状特状。风眼变得更加清晰，周围的对流逐渐增强，阿道夫于5月27日升级成飓风。5月28日，风暴从距墨西哥约265公里海域经过，这也是系统距陆地最近的一刻。此后不久，气旋因受中层高压脊影响转向西进。受外流良好、风切变少，以及行经海域水温高这样的多重利好因素影响，飓风快速增强，气压每小时下降1.46毫巴。阿道夫的规模也逐渐缩小，于5月29日达到风力时速230公里的最高强度。经德沃夏克分析法测算，飓风的数值为7.0，刚刚达到萨菲尔-辛普森飓风等级下的五级飓风标准。但由于缺乏飓风猎人侦察机提供的风暴数据，这一强度数值可能不够可靠。

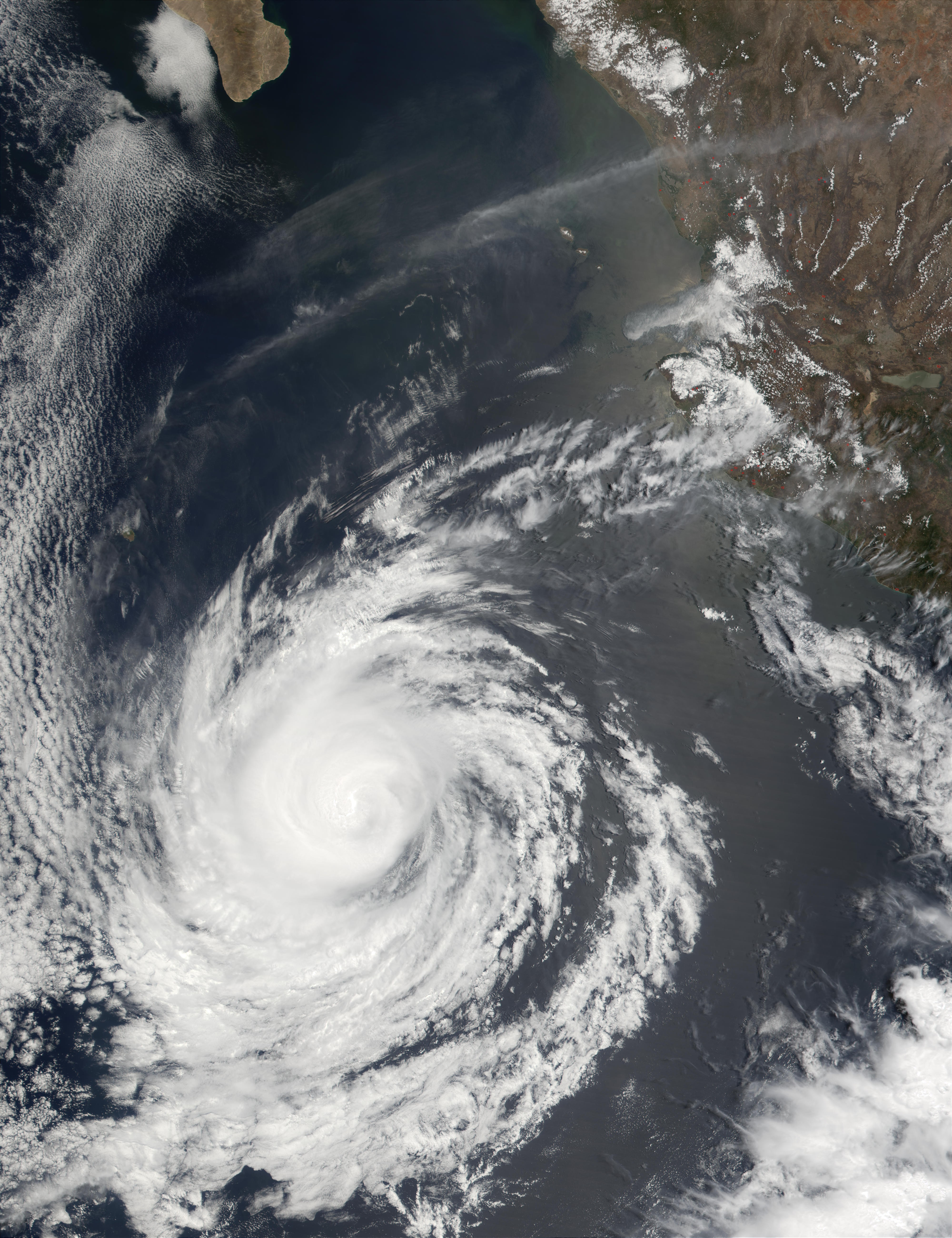
即将降级成热带风暴的飓风阿道夫

达到最高强度后，阿道夫因眼墙置换而减弱，移动速度也随之放缓，到5月30日时，风眼已被云层遮蔽，清晰度降低，风速降至每小时185公里。风暴继续减弱，风眼层次结构逐渐变得模糊，对流强度出现波动。6月1日，对流从逐渐拉长的中心中暴露出来，气旋降级成热带风暴。由于途经洋面水温逐渐降低，大气环境也渐趋稳定，风暴的弱化速度进一步加快，于6月1日在下加利福尼亚州西南偏南方向约740公里海域消散。残留云系接下来又持续了数天才完全消散。

## 影响和纪录

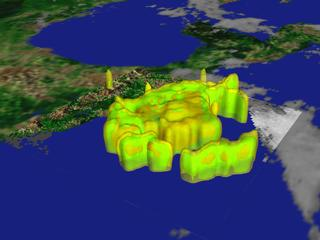
显示飓风阿道夫降雨分布的热带降雨观测卫星图像

阿道夫自始至终都没有登陆，但因其动向难以预测，移动速度缓慢，并且一度到达距陆地较近的海域，因此墨西哥南部在气旋达到大型飓风强度时收到热带风暴警告和飓风观察预警。系统尚处热带低气压阶段时，安赫尔港（Puerto ángel）到锡瓦塔内霍之间部分地区收到暴雨威胁警报，之后警报范围还延伸至阿卡普尔科到拉萨罗卡德纳斯之间地区。墨西哥政府对气旋产生的降水和4米高的大浪表示关切，担心瓦哈卡州、科利马州、哈利斯科州、米却肯州和格雷罗州会受到影响。阿尔普尔科多个港口因这场飓风而暂停向小型船只开放。
虽有气象部门发布热带风暴警告，并预报会有轻度影响，但没有任何陆地测得阿道夫产生的热带风暴强度大风，只有一艘名为“瑟拉号”（Seurat）的船于5月29日在海上测得时速72公里大风。除部分地区出现降雨和大浪外，风暴没有造成任何人员伤亡或损失。
阿道夫于5月29日达到四级飓风强度，创下5月东太平洋热带气旋强度的新纪录，直至2014年才被最高风速达每小时250公里的飓风阿曼达超越。阿道夫也成为有纪录以来首场在5月达到四级飓风强度的太平洋飓风。
虽然风暴基本没有造成影响，但其名称还是出于政治因素考量除名（与阿道夫·希特勒的名字相似）。